# 海尔采格库特
海尔采格库特，是匈牙利包尔绍德-奥包乌伊-曾普伦州所辖的一个村。总面积7.82平方公里，总人口632，人口密度80.8人/平方公里（2011年1月1日）。